# پیتر سلرز
پیتر سلرز (به انگلیسی: Peter Sellers) (زاده ۸ سپتامبر ۱۹۲۵ – درگذشته ۲۴ ژوئیهٔ ۱۹۸۰) هنرپیشه، کمدین، کارگردان فیلم و تئاتر و خواننده بریتانیایی بود. وی با نقش‌آفرینی در سریال کمدی نمایش احمق‌ها محصول تلویزیون بی‌بی‌سی و با بازی در قالب شخصیت‌های مختلف در سینما، از جمله بازرس کلوزو در سری فیلم‌های پلنگ صورتی در سراسر جهان مشهور شد.

## زندگی حرفه‌ای

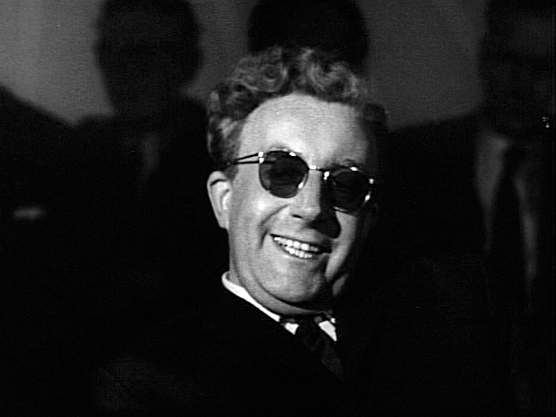
پیتر سلرز در نقش دکتر استرنج لاو از فیلم استنلی کوبریک در سال 1964، دکتر استرنج لاو

پیتر سلرز زاده ۸ سپتامبر ۱۹۲۵ در شهر ساوت‌سی منطقه پورتسموث انگلستان بود. این کمدین بریتانیایی با اجرای نمایش‌های دوره‌ای به تئاتر لندن آمد و سپس به تلویزیون راه پیدا کرد. اولین فیلم بلندش را در سال ۱۹۵۱ بازی کرد. او یکی از بزرگ‌ترین و محبوبترین طنزپردازان تاریخ سینماست.
دو بار نامزد جایزه اسکار بهترین بازیگر نقش اول مرد برای فیلم‌های دکتر استرنجلاو (۱۹۶۴) و حضور (۱۹۷۹) شد. سلرز به دلیل بازی‌ها و گریم‌های متفاوت در فیلم‌های گوناگون به مرد پنجاه چهره سینما مشهور بود.

## درگذشت
سلرز در ۲۱ ژوئیه ۱۹۸۰ برای دیدن محل دفن خاکستر والدینش در Golders Green Crematorium وارد لندن شد و در هتل دورچستر اقامت کرد. وی همچنین در شب ۲۲ ژوئیه قصد داشت تا شام را ضمن دیداری با دوستان قدیمی خود در برنامه رادیویی نمایش احمق‌ها؛ هری اسکومب و اسپیک میلیگان صرف کند. اما در عصر آن روز پس از صرف ناهار در هتل دچار سکته قلبی شد. وی به بیمارستان میدلسکس لندن انتقال‌یافت. سلرز در شب ۲۴ ژوئیه در سن ۵۴ سالگی فوت کرد.

## فیلم‌شناسی
| سال  | فیلم                                  | نقش                                                                                | توضیحات |
| ---- | ------------------------------------- | ---------------------------------------------------------------------------------- | --- |
| ۱۹۵۰ | رز سیاه                               | آلفونسو بدویا                                                                      | صدا (اشاره نشده) |
| ۱۹۵۱ | Penny Points to Paradise              | The Major/Arnold Fringe                                                            | |
| ۱۹۵۱ | Let's Go Crazy                        | Groucho/Giuseppe/Cedric /Izzy/Gozzunk/Crystal Jollibottom                          | |
| ۱۹۵۱ | دست‌انداختن کارمن                      |                                                                                    | در ۱۹۵۱ دوباره نسخه کوتاه چارلی چاپلین در ۱۹۱۵ منتشر شد |
| ۱۹۵۱ | نمایش احمق‌ها                          |                                                                                    | |
| ۱۹۵۲ | Down Among the Z Men                  | Major Bloodnok                                                                     | |
| ۱۹۵۳ | دختران جمعه                           | طوطی                                                                               | صدا (اشاره نشده) |
| ۱۹۵۴ | دستورات دستورند                       | Private Griffin                                                                    | |
| ۱۹۵۵ | جان و جولی                            | Police Constable Diamond                                                           | |
| ۱۹۵۵ | قاتلین پیرزن                          | آقای رابینسون                                                                      | |
| ۱۹۵۶ | The Case of the Mukkinese Battle-Horn | Narrator/Supt. Quilt /Asst. Commissioner Sir Jervis Fruit/Henry Crun               | |
| ۱۹۵۶ | مردی که هرگز نبود                     | وینستون چرچیل                                                                      | صدا |
| ۱۹۵۷ | بی خوابی برای تو خوب است              | هکتور دیمویدل                                                                      | فیلم کوتاه |
| ۱۹۵۷ | کوچک‌ترین نمایش در زمین                | لسلی کوییل                                                                         | |
| ۱۹۵۷ | حقیقت عریان                           | سانی مک گریگور                                                                     | |
| ۱۹۵۸ | بالای یونان                           | CPO Doherty                                                                        | |
| ۱۹۵۸ | تام انگشتی                            | آنتونی                                                                             | |
| ۱۹۵۹ | Carlton-Browne of the F.O.            | نخست‌وزیر آمفیبولوس                                                                 | |
| ۱۹۵۹ | موشی که غرید                          | Grand Duchess Gloriana XII / Prime Minister Count Rupert Mountjoy / Tully Bascombe | در سه نقش |
| ۱۹۵۹ | من خوبم جک                            | فرد کیت                                                                            | جایزه بفتای بهترین بازیگر نقش اول مرد |
| ۱۹۵۹ | جنگ زن و مرد                          | آقای مارتین                                                                        | |
| ۱۹۶۰ | دویدن و پریدن و ایستادن               | عکاس                                                                               | جشنواره بین‌المللی فیلم سان فرانسیسکو برای فیلم تخیلی کوتاه نامزد - جایزه اسکار بهترین فیلم کوتاه |
| ۱۹۶۰ | هرگز نگذار برویم                      | لیونل میدووز                                                                       | |
| ۱۹۶۰ | میلیونر                               | احمد الکبیر                                                                        | |
| ۱۹۶۰ | Two Way Stretch                       | داجر لین                                                                           | |
| ۱۹۶۱ | آقای توپاز                            | اوت توپاز                                                                          | |
| ۱۹۶۲ | فقط دو نفر می‌توانند بازی کنند         | جان لویس                                                                           | نامزد - جایزه بفتای بهترین بازیگر نقش اول مرد |
| ۱۹۶۲ | Waltz of the Toreadors                | General Leo Fitzjohn                                                               | بهترین بازیگر در جشنواره بین‌المللی فیلم سن‌سباستین |
| ۱۹۶۲ | جاده‌ای به هنگ کنگ                     | متخصص اعصاب هندی                                                                   | (اشاره نشده) |
| ۱۹۶۲ | لولیتا                                | کلر کوئیلتی                                                                        | نامزد - جایزه گلدن گلوب بهترین بازیگر نقش مکمل مرد |
| ۱۹۶۲ | Trial and Error                       | ویلفرد مورگنهال                                                                    | |
| ۱۹۶۳ | The Wrong Arm of the Law              | پیرلی گیتس                                                                         | |
| ۱۹۶۳ | Heavens Above!                        | The Reverend John Smallwood                                                        | |
| ۱۹۶۳ | پلنگ صورتی                            | بازرس کلوزو                                                                        | اولین فیلم از سری پلنگ صورتی نامزد - جایزه بفتای بهترین بازیگر نقش اول مرد نامزد - جایزه گلدن گلوب بهترین بازیگر مرد فیلم موزیکال یا کمدی |
| ۱۹۶۴ | دکتر استرنجلاو                        | کاپیتان لیونل ماندراک / رئیس‌جمهور مرکین موفلی / استرنجلاو                          | بازی در ۳ نقش در ۱۹۸۹ به فهرست ملی ثبت فیلم آمریکا اضافه شد نامزد - جایزه اسکار بهترین بازیگر نقش اول مرد نامزد - جایزه بفتای بهترین بازیگر نقش اول مرد |
| ۱۹۶۴ | دنیای هنری اورینت                     | هنری اورینت                                                                        | |
| ۱۹۶۴ | تیری در تاریکی                        | بازرس کلوزو                                                                        | دنباله پلنگ صورتی |
| ۱۹۶۵ | پرندگان، زنبورها و لک لک‌ها            | راوی                                                                               | صدا |
| ۱۹۶۵ | تازه چه خبر پوسی‌کت؟                   | فریتز فاسبندر                                                                      | |
| ۱۹۶۶ | جعبه عوضی                             | پرات                                                                               | |
| ۱۹۶۶ | شکار روباه                            | آلدو وانوچی                                                                        | |
| ۱۹۶۷ | کازینو رویال                          | اویلین ترمبل                                                                       | |
| ۱۹۶۷ | زن ضربدر هفت                          | جین                                                                                | |
| ۱۹۶۷ | بوبو                                  | خوان باتیستا                                                                       | |
| ۱۹۶۸ | پارتی                                 | هروندی واو. باکشی                                                                  | |
| ۱۹۶۸ | I Love You, Alice B. Toklas!          | هارولد                                                                             | |
| ۱۹۶۹ | مسیحی جادویی                          | Sir Guy Grand KG, KC, CBE                                                          | |
| ۱۹۷۰ | یک روز در ساحل                        | فروشنده                                                                            | |
| ۱۹۷۰ | هافمن                                 | بنیامین هافمن                                                                      | |
| ۱۹۷۰ | سیمون سیمون                           | مرد صاحب دو ماشین                                                                  | |
| ۱۹۷۰ | یک دختر در سوپ من هست                 | رابرت دانورز                                                                       | |
| ۱۹۷۲ | کجات درد می‌کنه؟                       | آلبرت ت. هوپفناگل                                                                  | |
| ۱۹۷۲ | ماجراهای آلیس در سرزمین عجایب         | The March Hare                                                                     | |
| ۱۹۷۳ | شبح در خورشید ظهر                     | دیک اسکراچر                                                                        | |
| ۱۹۷۳ | The Blockhouse                        | Rouquet                                                                            | |
| ۱۹۷۳ | خوشبین‌ها                              | سام                                                                                | |
| ۱۹۷۴ | بسترهای نرم، نبردهای سخت              | ژنرال لاتور / رابینسون بزرگ / هر شرودر / آدلف هیتلر / رئیس‌جمهور / شاهزاده کیوتو    | بازی در ۶ نقش |
| ۱۹۷۴ | مک گونگال کبیر                        | ملکه ویکتوریا                                                                      | |
| ۱۹۷۵ | بازگشت پلنگ صورتی                     | بازرس کلوزو                                                                        | سومین فیلم از سری پلنگ صورتی Evening Standard British Film Award for Best Actor نامزد - جایزه گلدن گلوب بهترین بازیگر مرد فیلم موزیکال یا کمدی |
| ۱۹۷۶ | قتل با مرگ                            | سیدنی ونگ                                                                          | |
| ۱۹۷۶ | پلنگ صورتی دوباره ضربه می‌زند          | بازرس کلوزو                                                                        | چهارمین فیلم از سری پلنگ صورتی با بازی سلرز نامزد - جایزه گلدن گلوب بهترین بازیگر مرد فیلم موزیکال یا کمدی |
| ۱۹۷۸ | پادشاه هدایا                          | Larcenous Mayor                                                                    | صدا |
| ۱۹۷۸ | انتقام پلنگ صورتی                     | بازرس کلوزو                                                                        | پنجمین بازی سلرز در سری پلنگ صورتی |
| ۱۹۷۹ | زندانی زندا                           | رودولف چهارم / رودولف پنجم / سید فروین                                             | بازی در ۳ نقش |
| ۱۹۷۹ | حضور                                  | شانس                                                                               | جوایز فوتوگراماس سیمین برای بهترین نمایش خارجی در ۲۰۱۵ به فهرست ملی ثبت فیلم آمریکا اضافه شد جایزه گلدن گلوب بهترین بازیگر مرد فیلم موزیکال یا کمدی حلقه منتقدان فیلم لندن National Board of Review Award for Best Actor جایزه حلقه منتقدان فیلم نیویورک برای بهترین بازیگر نقش اول مرد نامزد - جایزه اسکار بهترین بازیگر نقش اول مرد نامزد - جایزه بفتای بهترین بازیگر نقش اول مرد |
| ۱۹۸۰ | نقشه شیطانی دکتر فومانچو              |                                                                                    | |
| ۱۹۸۲ | ردپای پلنگ صورتی                      | بازرس کلوزو                                                                        | |

## نگارخانه

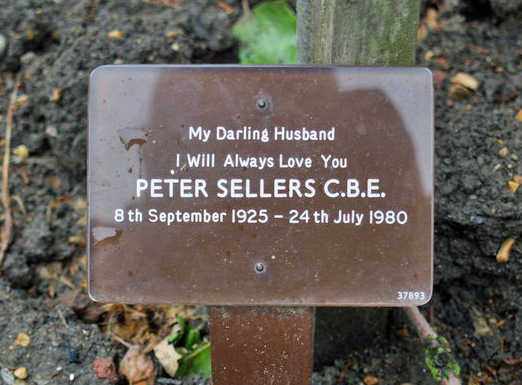
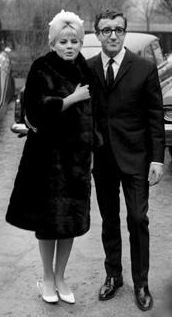
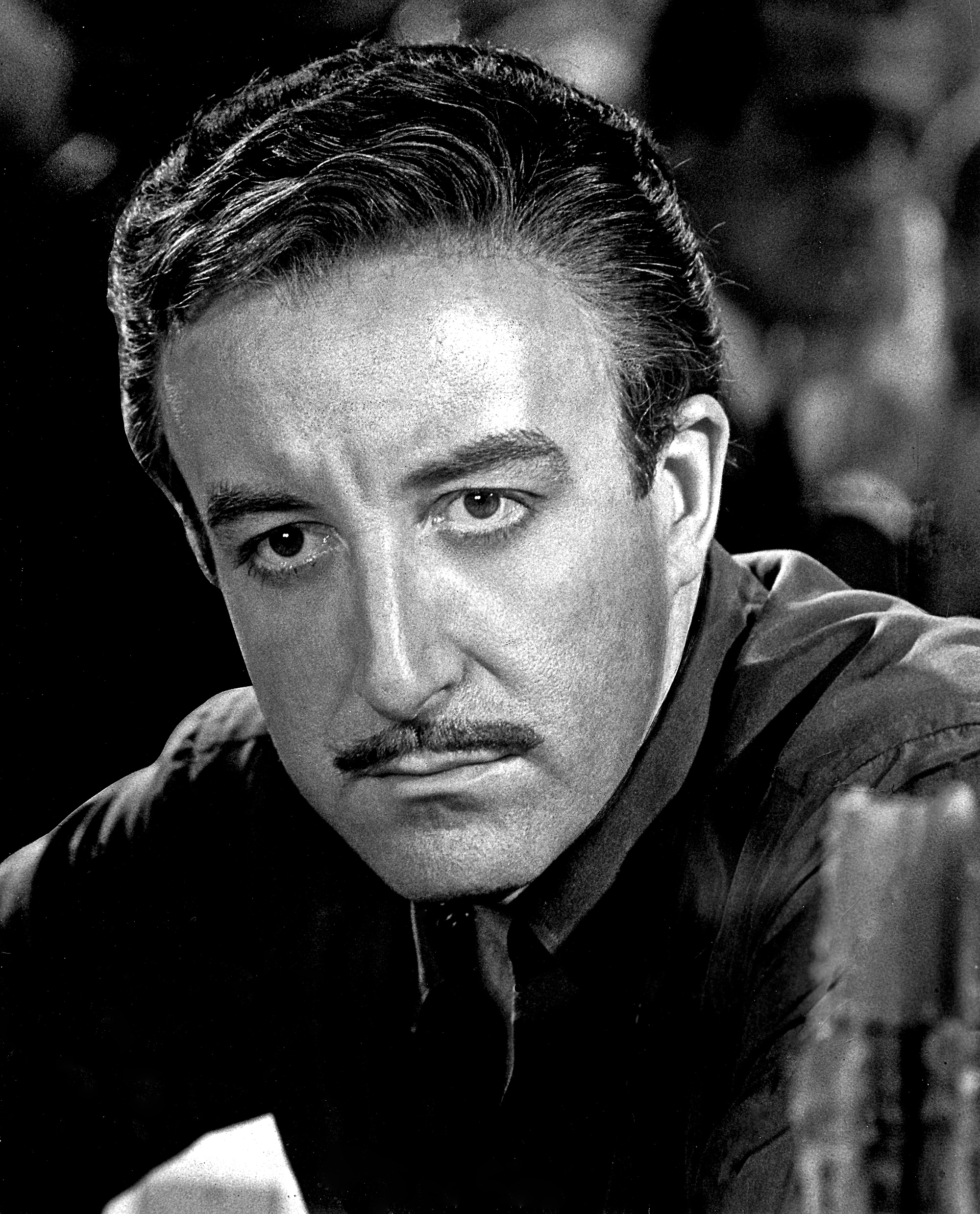
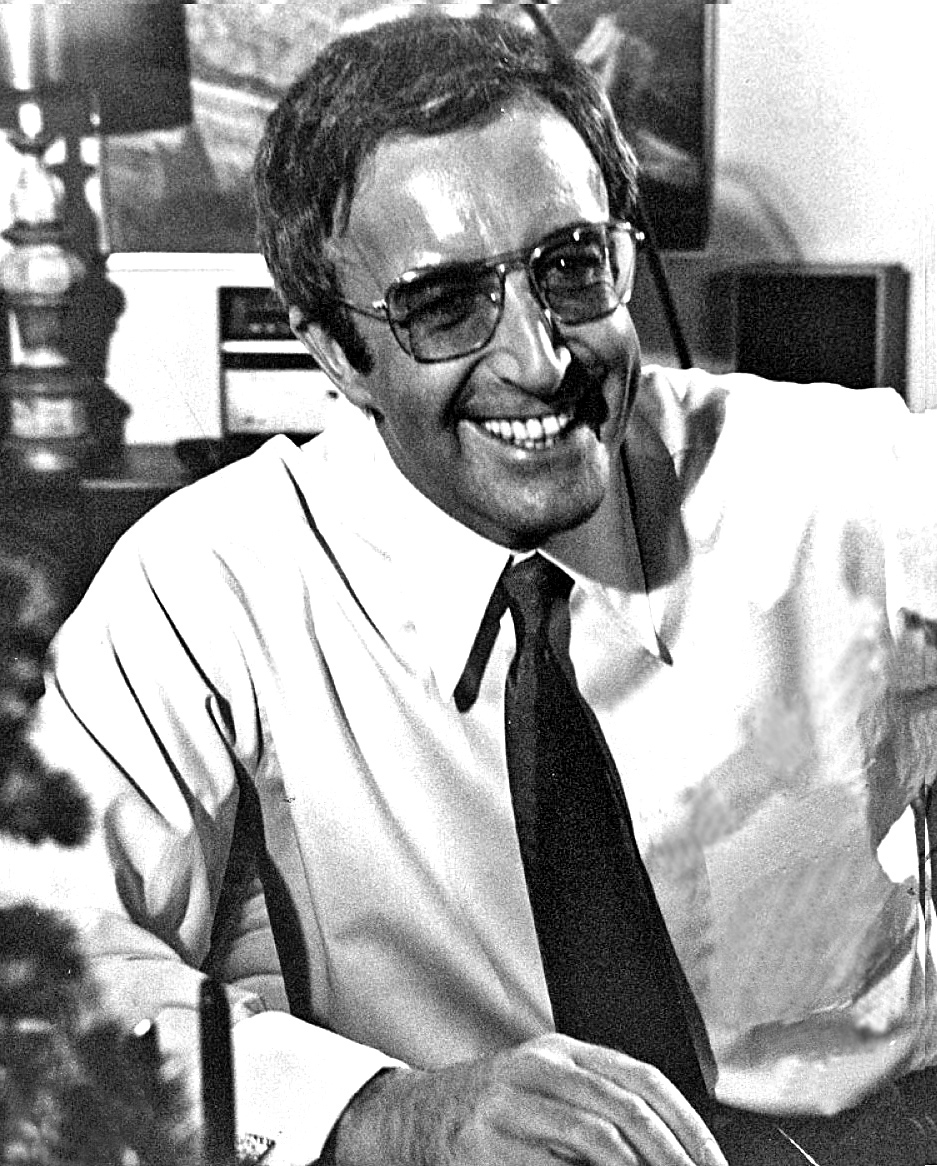